# Georg O’Byrn

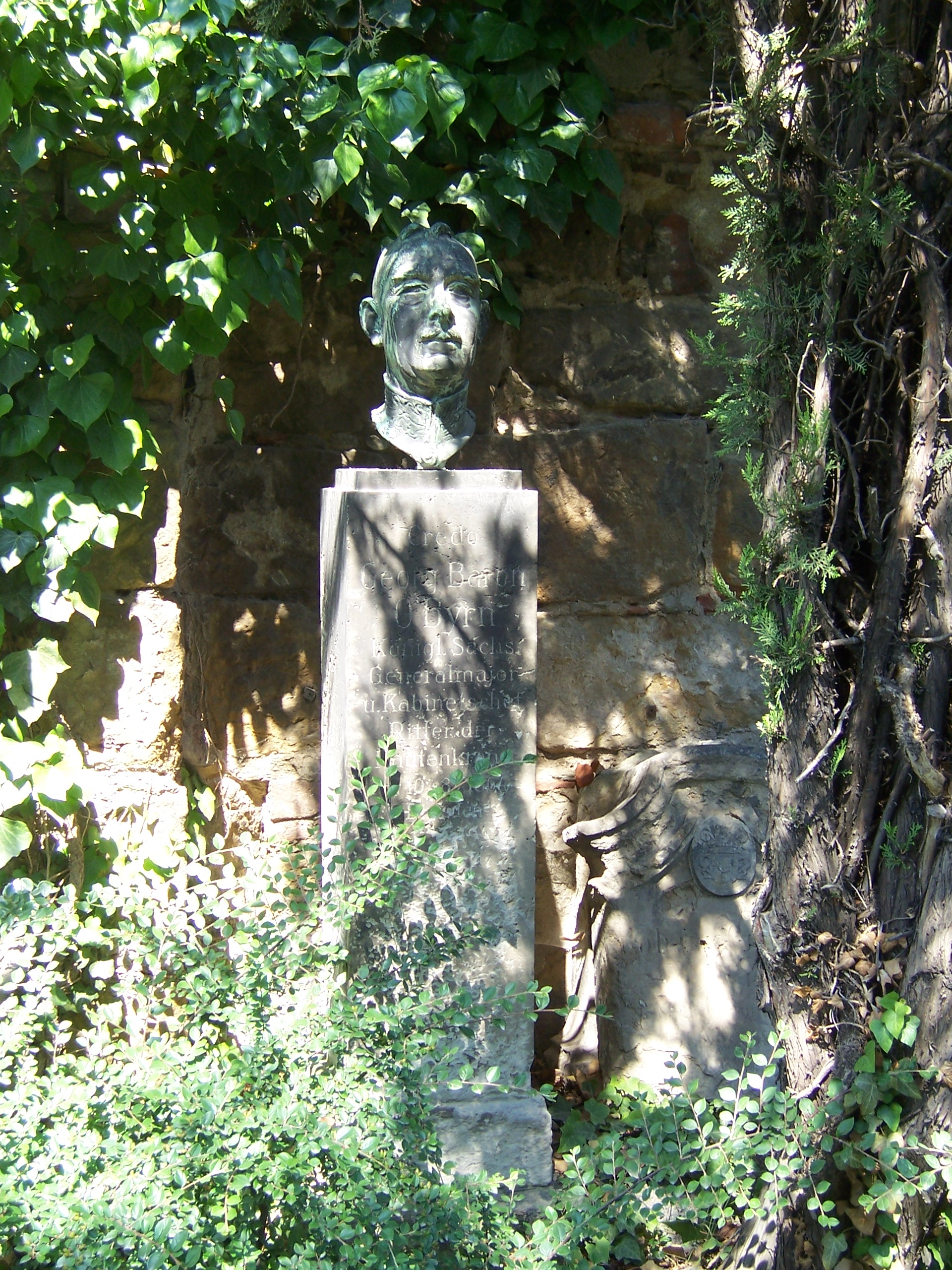
Grab von Georg Baron O’Byrn auf dem Alten Katholischen Friedhof in Dresden

Baron Friedrich Eduard Georg O’Byrn (* 10. August 1864 in Dresden; † 1. Juli 1942 Hosterwitz bei Dresden) war ein sächsischer Generalmajor und Kabinettschef.

## Leben

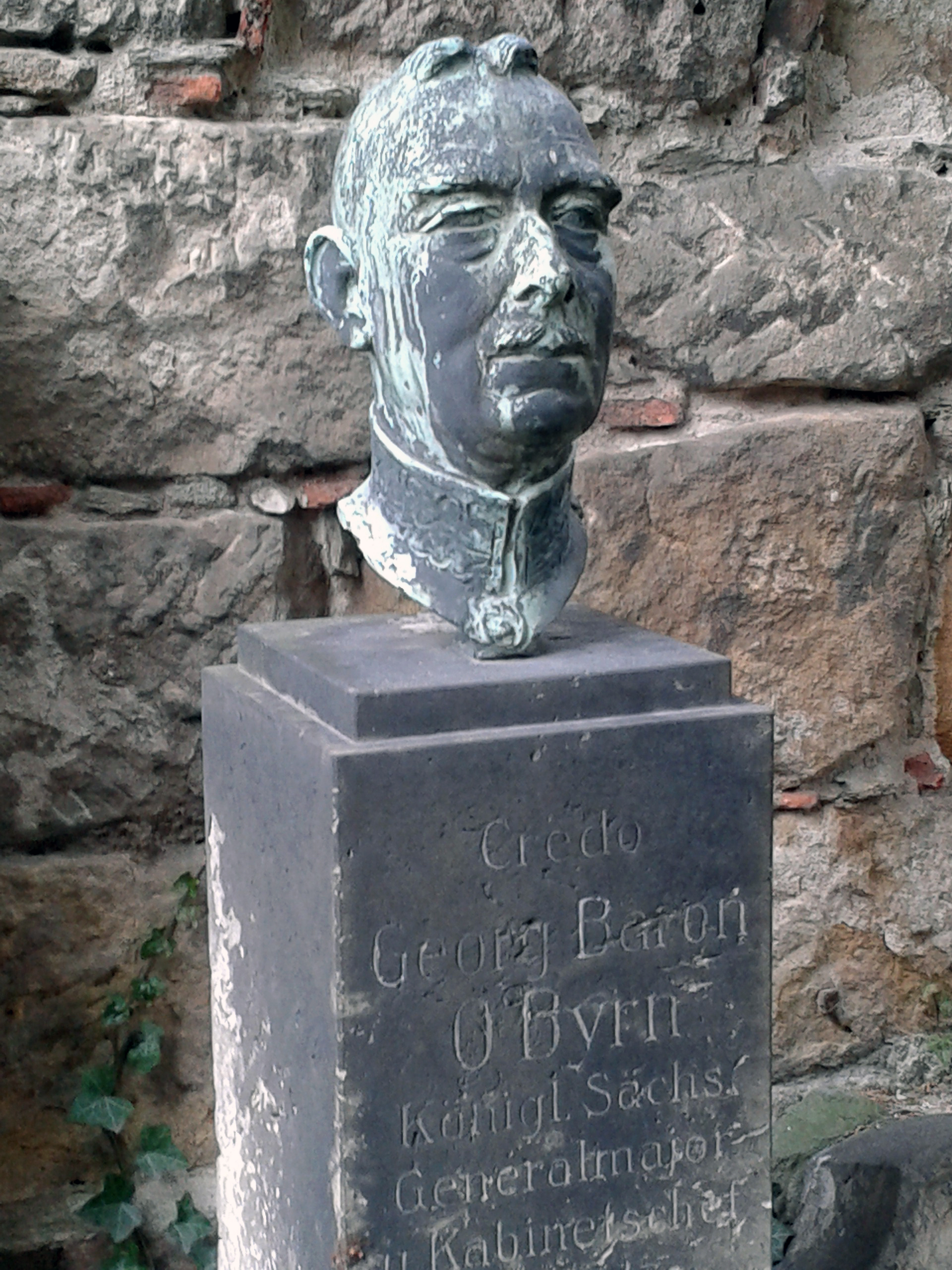
Detailaufnahme von Grabstein und Büste

Die Familie O’Byrn entstammte dem irischen Uradel. Als Katholiken und Anhänger der Jakobiten war sein Ururgroßvater Johann Jakob O’Byrn, in den 1720er Jahren nach Sachsen ausgewandert. Dieser und dessen Nachfahren machten beim kurfürstlich- bzw. königlich-sächsischen Militär Karriere, übten verschiedenen Staatsämter aus und erwarben sich ein hohes Ansehen. Familiär verzweigten sie sich unter anderem mit den Familien Karl von Amira und Bernhard von Lindenau. Georg war ein Sohn des sächsischen Generalleutnants Johann Nepomuk O’Byrn (1829–1909) und dessen Ehefrau Johanna Maria, geborene von Treitschke (1833–1913), Schwester des Historikers Heinrich von Treitschke.
O’Byrn trat 1884 als Offizieranwärter in das 2. Grenadier-Regiment „Kaiser Wilhelm, König von Preußen“ Nr. 101 der Sächsischen Armee ein. Im weiteren Verlauf seiner Militärkarriere war er als Major (seit 21. September 1907) Flügeladjutant von König Friedrich August III. sowie Militärgouverneur der Prinzen Friedrich Christian und Ernst Heinrich. Nach Ende des Ersten Weltkriegs verblieb er bis 1921 im Dienst und wurde dann als Generalmajor verabschiedet. Für seine Verdienste erhielt O’Byrn u. a. den Hausorden der Rautenkrone.
1899 heiratete O’Byrn in Dresden Maximiliane Marie Gabriele von der Planitz (1874–1954), eine Tochter des sächsischen Kriegsministers Paul von der Planitz. Die Ehe blieb kinderlos. Er verstarb am 1. Juli 1942 in Dresden und wurde auf dem Alten Katholischen Friedhof beigesetzt. Der Dresdner Bildhauer Georg Wrba schuf eine Bronzebüste für sein Grabmal. O’Byrns Grabstätte steht unter Denkmalschutz.

## Eintragungen im Sächsischen Adelsbuch
1. Bescheid des königlich-sächsischen Ministeriums des Innern, Dresden, 21. April 1904: Aufnahme der Familie O’Byrn in das sächsische Adelsbuch.
2. Bescheid des königlich-sächsischen Ministeriums des Innern, Dresden, 12. August 1904: Aufnahme der Familie O’Byrn in das sächsische Adelsbuch.
3. Bescheinigung über die Trauung von Friedrich Konstantin Wenzeslaus O’Byrn und Laura Klara von Ziegesar, Dresden, 18. Oktober 1902.
4. Bescheinigung über die Taufen von Friedrich August, Alfred Karl und Johann Nepomuk O’Byrn, Dresden, 15. April 1847.
5. Bescheinigung über die Trauung Johann Nepomuk und Johanna Maria O’Byrn, Dresden, 4. Oktober 1895.
6. Taufschein Friedrich Eduard Georg O’Byrn, 29. September 1900.
7. Taufzeugnis Johann Jakob O’Byrn, Dresden, 28. September 1875.
8. Trauschein Friedrich Eduard Georg O’Byrn und Maximiliane von der Planitz, Dresden, 18. Oktober 1902.
9. Beglaubigte Abschrift aus dem Adelsbuch für das Königreich Sachsen, Dresden, 11. August 1904.
10. Bescheid des königlich-sächsischen Ministeriums des Innern, Dresden, 8. Juli 1905: Aufnahme der Familie O’Byrn in das sächsische Adelsbuch.
11. Sterbeurkunde Johanna Maria O’Byrn, Dresden, 14. März 1913.

(Wiedergabe gemäß dem Familiennachlass im Hauptstaatsarchiv Dresden)

## Schriften
- Zur Erinnerung an die 250-jährige Gründung der sächsischen Grenadierbrigade. Dresden 1920.
- Die Feierlichkeiten in Dresden am 22. und 23. Februar 1932. [Manuskript] Dresden 1932.

(Wiedergabe gemäß dem Familiennachlass im Hauptstaatsarchiv Dresden)